# Piranguinho
Piranguinho é um município brasileiro no interior do estado de Minas Gerais, Região Sudeste do país. Localiza-se no sul mineiro e está situado a cerca de 480 km da capital estadual. Ocupa uma área de 124,803 km², sendo que 0,3 km² estão em perímetro urbano, e sua população em 2022 era de 9 120 habitantes.
A sede tem uma temperatura média anual de 15,9 °C e na vegetação do município predomina a Mata Atlântica. Com 61% da população vivendo na zona urbana, a cidade contava, em 2009, com sete estabelecimentos de saúde. O seu Índice de Desenvolvimento Humano (IDH) é de 0,717, considerando como alto em relação ao estado.
O povoamento de origem europeia do lugar teve início no final do século XIX, com a construção da Estrada de Ferro Sapucaí. Nas décadas seguintes, houve um desenvolvimento da agropecuária na região, que propiciou o crescimento econômico e populacional. Isso favoreceu a emancipação do município, que foi desmembrado de Brazópolis em 1962 e instalado em 1º de março de 1963. O comércio e o turismo ganharam força a partir da década de 1990, sendo que Piranguinho é considerada a "capital nacional do pé de moleque", devido à tradição na produção desse doce.

## História
O primeiro povo conhecido a habitar o sul de Minas Gerais foi o povo puri, que viria a ser dizimado com o avanço da colonização de origem europeia na região ao longo dos séculos XVIII e XIX. No fim do século XIX, o o Brasil passava por uma hegemônica produção de café, cultura esta que se expandia pela Região Sudeste do país e favorecia investimentos na modernização da economia nacional. As terras do atual município pertenciam a Leocádia de Lourenço e estavam subordinadas a São Caetano da Vargem Grande (atual Brazópolis), sendo um dos lugares onde planejava-se a implantação do projeto "Rede Mineira de Viação", com objetivo de construir uma ferrovia que ligasse Itajubá a Santa Rita do Sapucaí. Com as obras da estrada de ferro, começaram a ser construídas as primeiras casas, dando início ao povoamento, que aos poucos ganhava infraestrutura. Em 1913, criou-se a primeira escola e o povoamento passou a ter abastecimento de água e energia elétrica.
Dado o desenvolvimento observado na localidade, pela lei estadual nº 556, de 30 de agosto de 1911, foi criado o distrito de Piranguinho, subordinado ao então município de Vila Braz, que passou a denominar-se Brazópolis em 7 de setembro de 1923. Piranguinho emancipou-se pela lei estadual nº 2.764, de 30 de dezembro de 1962, com a instalação ocorrida em 1º de março de 1963. Na ocasião estava constituído de dois distritos: Olegário Maciel e o distrito-sede. Pela lei nº 970, de 29 de abril de 2004, foi criado o distrito de Santa Bárbara do Sapucaí.
A economia foi fortalecida na década de 1990 com o crescimento do comércio, apesar de as principais fontes de renda serem representadas pela agropecuária, extração vegetal e pesca. A cidade também destaca-se pela produção de doces, tendo passado a ser conhecida nacionalmente como capital do pé de moleque.

## Topônimo
Existem duas hipóteses etimológicas tradicionais para o nome do município, ambas baseadas na junção dos termos tupis antigos piranga ("vermelho") e ĩ (sufixo diminutivo):
- seria uma referência ao ribeirão Piranguinho;
- seria uma referência a uma pedra vermelha de tamanho médio que existiria no município.[11]

## Geografia
A área do município, segundo o Instituto Brasileiro de Geografia e Estatística (IBGE), é de 124,803 km², sendo que 0,3682 km² constituem a zona urbana. Situa-se a 22°24'04" de latitude sul e 45°31'54" de longitude oeste e está a uma distância de 436 quilômetros a sul da capital mineira. Seus municípios limítrofes são Santa Rita do Sapucaí, a norte; Cachoeira de Minas, a noroeste; Brazópolis, a oeste; Piranguçu, a sul; Itajubá, a leste; e São José do Alegre, a nordeste.
De acordo com a divisão regional vigente desde 2017, instituída pelo IBGE, o município pertence às Regiões Geográficas Intermediária de Pouso Alegre e Imediata de Itajubá. Até então, com a vigência das divisões em microrregiões e mesorregiões, fazia parte da microrregião de Itajubá, que por sua vez estava incluída na mesorregião do Sul e Sudoeste de Minas.

### Relevo, hidrografia e meio ambiente

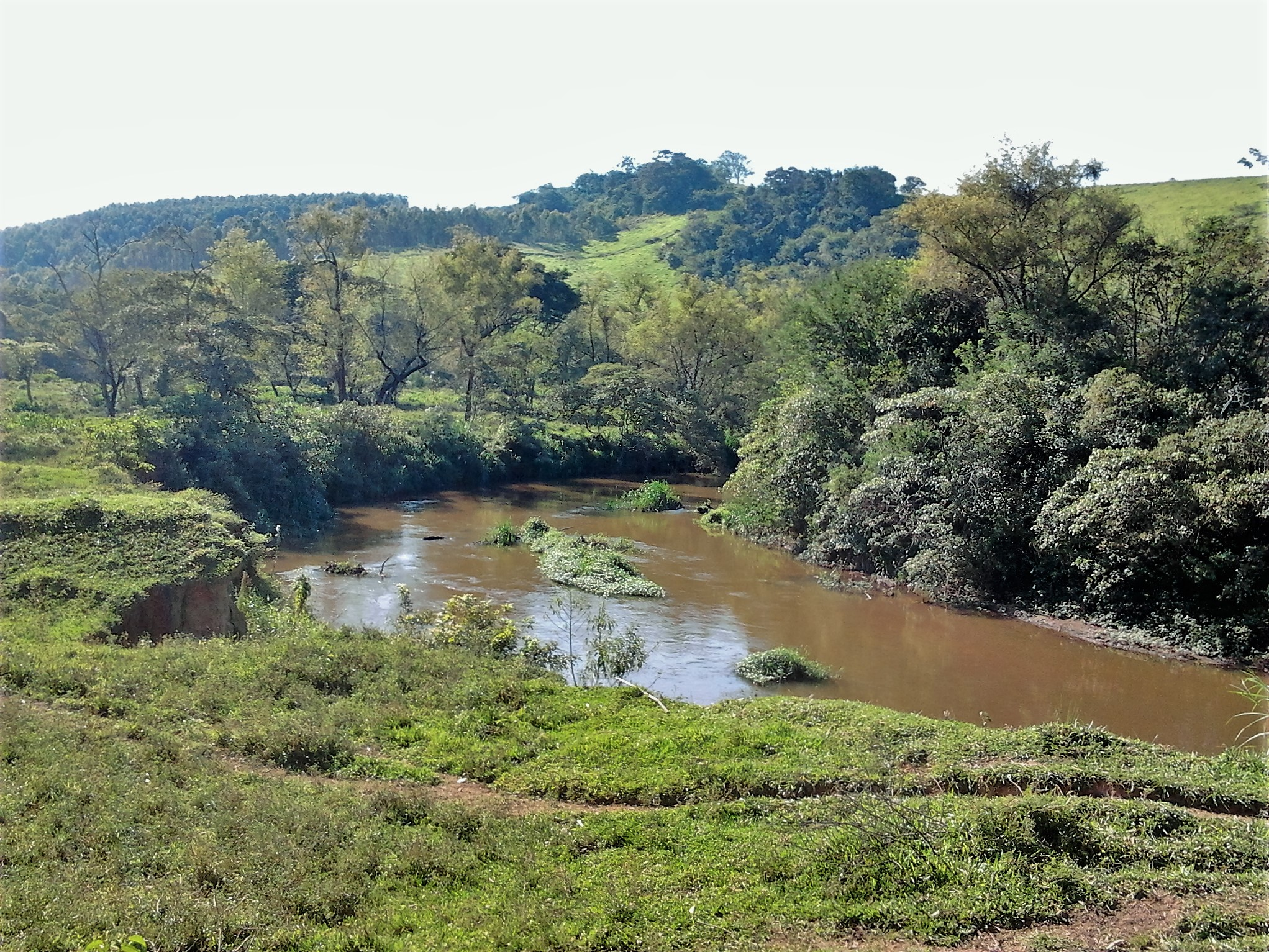
Rio Sapucaí entre Itajubá e Piranguinho

O relevo do município de Piranguinho é predominantemente ondulado. Em aproximadamente 75% do território piranguinhense há o predomínio de áreas onduladas, enquanto cerca de 5% é coberto por mares de morros e terrenos montanhosos e os 20% restantes são lugares planos. A altitude máxima encontra-se no Pico da Boa Vista, que chega aos 1 399 metros, enquanto que a altitude mínima está na foz do ribeirão Vargem Grande, com 902 metros. Já o ponto central da cidade está a 840 m.
O principal curso hídrico que passa por Piranguinho é o rio Sapucaí, porém o território municipal é banhado por vários mananciais de pequeno porte, sendo os mais representativos os ribeirões dos Porcos e Piranguinho. O município integra a bacia do rio Grande. A vegetação predominante é a Mata Atlântica, sendo que o principal problema ambiental presente, segundo a prefeitura em 2010, era o assoreamento de corpos d'água. A cidade conta, entretanto, com Conselho Municipal de Meio Ambiente, criado em 2008 e de caráter paritário, Fundo Municipal de Meio Ambiente e realização de licenciamento ambiental de impacto local.

### Clima
O clima piranguinhense é caracterizado, segundo o Instituto Brasileiro de Geografia e Estatística, como tropical mesotérmico mediano úmido (tipo Cwa segundo Köppen), tendo temperatura média anual de 15,9 °C com invernos secos e frios e verões chuvosos e amenos.
O mês mais quente, janeiro, tem temperatura média de 19 °C, sendo a média máxima de 23,5 °C e a mínima de 14,6 °C. E o mês mais frio, julho, de 11,7 °C, sendo 17,6 °C e 5,9 °C as médias máxima e mínima, respectivamente. Outono e primavera são estações de transição. A precipitação média anual é de 1 504,9 mm, sendo julho o mês mais seco, quando ocorrem apenas 17,6 mm. Em dezembro, o mês mais chuvoso, a média fica em 276,7 mm.
| Dados climatológicos para Piranguinho | Dados climatológicos para Piranguinho | Dados climatológicos para Piranguinho | Dados climatológicos para Piranguinho | Dados climatológicos para Piranguinho | Dados climatológicos para Piranguinho | Dados climatológicos para Piranguinho | Dados climatológicos para Piranguinho | Dados climatológicos para Piranguinho | Dados climatológicos para Piranguinho | Dados climatológicos para Piranguinho | Dados climatológicos para Piranguinho | Dados climatológicos para Piranguinho | Dados climatológicos para Piranguinho |
| Mês                                   | Jan                                   | Fev                                   | Mar                                   | Abr                                   | Mai                                   | Jun                                   | Jul                                   | Ago                                   | Set                                   | Out                                   | Nov                                   | Dez                                   | Ano                                   |
| ------------------------------------- | ------------------------------------- | ------------------------------------- | ------------------------------------- | ------------------------------------- | ------------------------------------- | ------------------------------------- | ------------------------------------- | ------------------------------------- | ------------------------------------- | ------------------------------------- | ------------------------------------- | ------------------------------------- | ------------------------------------- |
| Temperatura máxima média (°C)         | 23,5                                  | 23,1                                  | 23,1                                  | 21,2                                  | 19,9                                  | 18,3                                  | 17,6                                  | 19,6                                  | 20,9                                  | 21,4                                  | 22,5                                  | 22,3                                  | 21,1                                  |
| Temperatura mínima média (°C)         | 14,6                                  | 14,6                                  | 13,8                                  | 11,6                                  | 8,9                                   | 6,4                                   | 5,9                                   | 7,1                                   | 9                                     | 11,1                                  | 12,6                                  | 13,9                                  | 10,7                                  |
| Precipitação (mm)                     | 234,6                                 | 230,3                                 | 167,3                                 | 75,2                                  | 49,4                                  | 35,4                                  | 25,9                                  | 40,2                                  | 70,2                                  | 127,1                                 | 172,6                                 | 276,7                                 | 1 504,9                               |
| Fonte: Somar Meteorologia             |                                       |                                       |                                       |                                       |                                       |                                       |                                       |                                       |                                       |                                       |                                       |                                       |                                       |

## Demografia
Em 2022, a população do município foi contada pelo Instituto Brasileiro de Geografia e Estatística (IBGE) em 9 120 habitantes. Segundo o censo de 2010, 4 066 habitantes eram homens e 3 950 habitantes mulheres. Ainda segundo o mesmo censo, 4 953 habitantes viviam na zona urbana e 3 063 na zona rural.
Em 2010, segundo dados do censo do IBGE daquele ano, a população piranguinhense era composta por 6 204 brancos (77,40%); 232 negros (2,89%); 23 amarelos (0,29%); 1 551 pardos (19,35%) e seis indígenas (0,07%). Considerando-se a região de nascimento, 13 eram nascidos na Região Norte (0,17%), 68 na Região Nordeste (0,84%), 7 803 no Sudeste (97,34%),  104 no Sul (1,29%) e  sete no Centro-Oeste (0,09%). 7 212 habitantes eram naturais do estado de Minas Gerais (89,97%) e, desse total, 4 435 eram nascidos em Piranguinho (55,33%). Entre os 804 naturais de outras unidades da federação, São Paulo era o estado com maior presença, com 530 pessoas (6,61%), seguido pelo Paraná, com 104 residentes (1,29%), e pelo Rio de Janeiro, com 49 habitantes residentes no município (0,61%).
O Índice de Desenvolvimento Humano Municipal (IDH-M) de Piranguinho é considerado alto pelo Programa das Nações Unidas para o Desenvolvimento (PNUD), sendo que seu valor é de 0,712 (o 1398º maior do Brasil). A cidade possui a maioria dos indicadores próximos à média nacional segundo o PNUD. Considerando-se apenas o índice de educação o valor é de 0,651, o valor do índice de longevidade é de 0,841 e o de renda é de 0,672. Segundo o IBGE, no ano de 2003 o coeficiente de Gini, que mede a desigualdade social, era de 0,38, sendo que 1,00 é o pior número e 0,00 é o melhor. Naquele ano, a incidência da pobreza, medida pelo IBGE, era de 17,72%, o limite inferior da incidência de pobreza era de 10,84%, o superior era de 24,60% e a incidência da pobreza subjetiva era de 19,84%.
De acordo com dados do censo de 2010 realizado pelo IBGE, a população de Piranguinho está composta por: 6 672 católicos (83,24%), 1 082 evangélicos (13,50%), 115 pessoas sem religião (1,44%), 41 espíritas (0,51%) e 1,31% estão divididas entre outras religiões.

## Política e administração

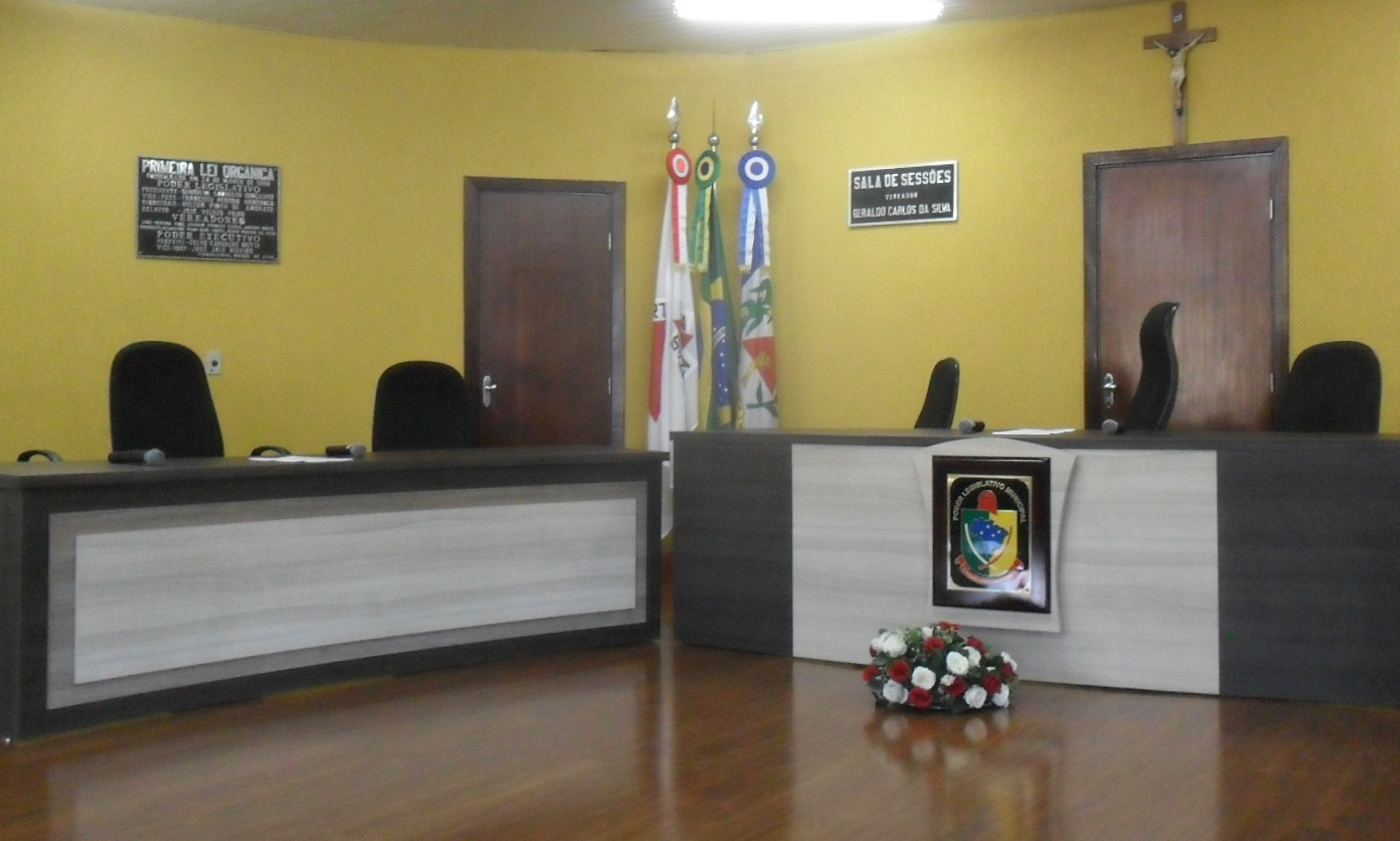
Sala de sessões da Câmara Municipal de Piranguinho

A administração municipal se dá pelos Poderes Executivo e Legislativo. O Executivo é exercido pelo prefeito, auxiliado pelo seu gabinete de secretários. O atual prefeito é Paulo Renato Germiniani Ribeiro, do União Brasil, eleito nas eleições municipais de 2024 com 49,98% dos votos válidos e empossado em 1º de janeiro de 2025, ao lado de Ronildo Passos como vice-prefeito.O Poder Legislativo, por sua vez, é constituído pela câmara municipal, composta por nove vereadores. Cabe à casa elaborar e votar leis fundamentais à administração e ao Executivo, especialmente o orçamento participativo (Lei de Diretrizes Orçamentárias).
Piranguinho se rege por sua lei orgânica, promulgada em 24 de março de 1990, e é termo da Comarca de Brazópolis, do Poder Judiciário estadual, de primeira entrância, criada em 1º de janeiro de 1926. O município possuía, em julho de 2017, 9 392 eleitores, de acordo com o Tribunal Superior Eleitoral (TSE), o que representa 0,06% do eleitorado mineiro.

## Distritos
| Distrito                    | Código IBGE | Habitantes (2022) | Domicílios particulares (2022) |                 |           |       |     |
| --------------------------- | ----------- | ----------------- | ------------------------------ | --------------- | --------- | ----- | --- |
| Distrito                    | Código IBGE | Habitantes (2022) | Domicílios particulares (2022) | Olegário Maciel | 315100810 | 1 291 | 467 |
| Piranguinho (distrito-sede) | 315100805   | 5 751             | 2 051                          |                 |           |       |     |
| Santa Bárbara do Sapucaí    | 315100820   | 2 078             | 699                            |                 |           |       |     |

## Economia
O Produto Interno Bruto (PIB) de Piranguinho é um dos maiores de sua microrregião, destacando-se na agropecuária e na área de prestação de serviços. De acordo com dados do IBGE, relativos a 2020, o PIB do município naquele ano era de R$ 125 731,38 mil. Era composto por R$ 117 128,12 mil em Valor Adicionado Bruto e R$ 8 603,26 mil em impostos, líquidos de subsídios, sobre produtos. Em 2020, o PIB per capita era de R$ 14.552,24. Em 2011, havia 841 trabalhadores categorizados como pessoal ocupado total e 588 se enquadravam como ocupado assalariado. Salários juntamente com outras remunerações somavam 7 689 mil reais. Havia 192 unidades locais e 187 empresas atuantes. Em 2021, o salário médio mensal de todo município era de 1,7 salários mínimos. No mesmo ano, o pessoal ocupado do município somava 1.229 pessoas e a porcentagem da população ocupada era de 12,9%.
Setor primário
| Produção de cana-de-açúcar, milho e mandioca (2011) | Produção de cana-de-açúcar, milho e mandioca (2011) | Produção de cana-de-açúcar, milho e mandioca (2011) |
| --------------------------------------------------- | --------------------------------------------------- | --------------------------------------------------- |
| Produto                                             | Área colhida (hectares)                             | Produção (tonelada)                                 |
| Cana-de-açúcar                                      | 20                                                  | 900                                                 |
| Milho                                               | 50                                                  | 300                                                 |
| Mandioca                                            | 6                                                   | 180                                                 |

Em 2020, de todo o PIB da cidade, R$ 9 473,42 mil era o valor adicionado bruto da agropecuária. Segundo o IBGE, em 2011 o município possuía um rebanho de 12 asininos, 11 618 bovinos, 210 caprinos, 500 equinos, 300 muares, 50 ovinos, 1 970 suínos e 35 mil aves, entre estas 20 mil galinhas e 15 mil galos, frangos e pintinhos. Neste mesmo ano a cidade produziu 6 280 mil litros de leite de 4 382 vacas, 109 mil dúzias de ovos de galinha, 37 quilos de lã de 20 ovinos tosquiados e 6 500 quilos de mel de abelha.
Na lavoura temporária são produzidos principalmente a cana-de-açúcar (900 toneladas produzidas e 20 hectares cultivados), o milho (50 toneladas e 300 hectares) e a mandioca (180 toneladas e 6 hectares), além do arroz, batata-doce, ervilha, feijão e tomate. Já na lavoura permanente destacam-se a banana, o café, a laranja, o limão, o mamão, o maracujá e a tangerina.
Setores secundário e terciário

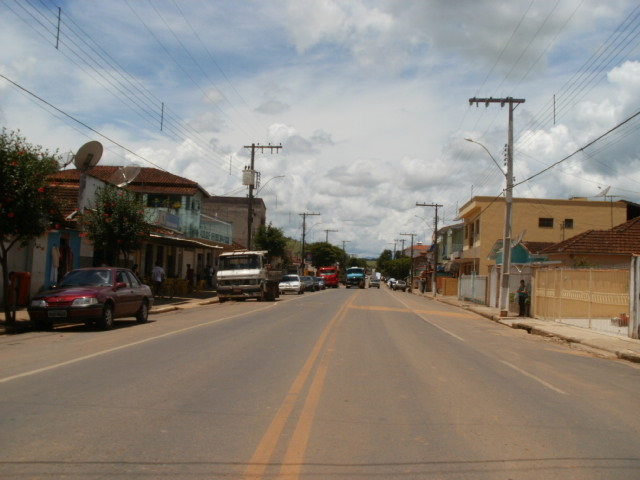
Comércio em Piranguinho

A indústria, em 2020, era o segundo setor mais relevante para a economia do município. R$ 14 288,01 mil do PIB municipal eram do valor adicionado bruto da indústria (setor secundário). Segundo dados de 2010, a produção industrial ainda era muito incipiente na cidade, mesmo que começasse a dar sinais de aprimoramento, sendo resumida principalmente à fabricação de produtos alimentícios, à transformação mineral ou pequenas fábricas. De acordo com estatísticas do ano de 2000, 801 pessoas estavam ocupadas no setor industrial.
O movimento comercial piranguinhense tem se expandido desde o início da década de 1990. Era um sinal visível do crescimento econômico, da modernização e, consequentemente, do progresso da cidade, apesar da lentidão com que se desenvolveu antes da década de 90, vindo se destacado pela venda de doces produzidos na própria cidade e comercializados em várias regiões do Brasil. Em 2000, 331 pessoas estavam ocupadas no setor comercial e 742 dedicavam-se à prestação de serviços. Em 2020, R$ 54 802,54 mil do Valor Agregado Bruto do município provinham do setor de serviços (exceto administração, defesa, educação e saúde pública e previdência social), enquanto R$ 38 564,14 mil vinham de Administração, Defesa, Educação e Saúde Pública e Previdência Social.

## Infraestrutura

### Habitação e serviços básicos

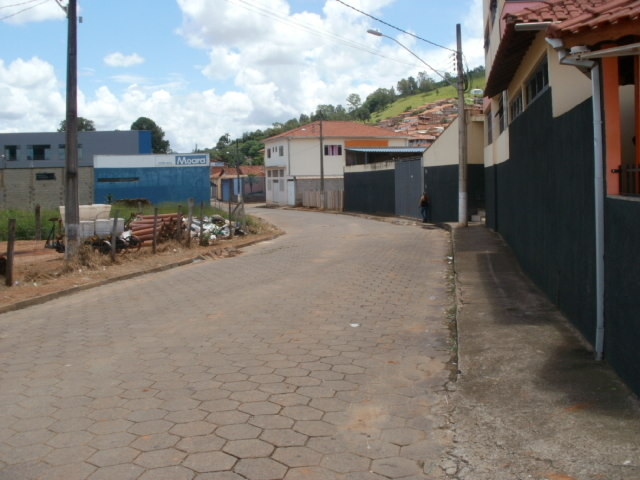
Área residencial em Piranguinho

No ano de 2010 a cidade tinha 2 408 domicílios particulares permanentes. Desse total, 2 387 eram casas, 20 eram apartamentos e um era habitação em casa de vila ou em condomínio. Do total de domicílios, 1 758 são imóveis próprios (1 699 já quitados e 59 em aquisição); 314 foram alugados; 327 foram cedidos (171 cedidos por empregador e 156 cedidos de outra forma) e nove foram ocupados de outra maneira. Parte dessas residências conta com água tratada, energia elétrica, esgoto, limpeza urbana, telefonia fixa e telefonia celular. 1 516 domicílios eram atendidos pela rede geral de abastecimento de água (62,95% do total); 2 404 (99,83%) possuíam banheiros para uso exclusivo das residências; 2 310 (95,93% deles) eram atendidos por algum tipo de serviço de coleta de lixo; e 2 404 (99,83%) possuíam abastecimento de energia elétrica.
A responsável pelo serviço de abastecimento de energia elétrica é a Companhia Energética de Minas Gerais (Cemig). Segundo a empresa, em 2003 havia 2 636 consumidores e foram consumidos 5 060 514 KWh de energia. O serviço de coleta de esgoto é feito pela própria prefeitura, enquanto que o abastecimento de água da cidade é feito pela Companhia de Saneamento de Minas Gerais (Copasa), sendo que em 2008 havia 1 980 unidades consumidoras e eram distribuídos em média 859 m³ de água tratada por dia. Desde 1913 há abastecimento água e energia elétrica em Piranguinho. O código de área (DDD) de Piranguinho é 035 e o Código de Endereçamento Postal (CEP) vai de 37508-000 a 37509-999. No dia 12 de janeiro de 2009 o município passou a ser servido pela portabilidade, juntamente com outros municípios com o mesmo DDD. A portabilidade é um serviço que possibilita a troca da operadora sem a necessidade de se trocar o número do aparelho.
Entre 2006 e 2008, houve registro de um homicídio (ocorrido em 2007), duas mortes por suicídio (também em 2007) e dez óbitos por acidentes de trânsito (todos ocorridos entre 2007 e 2008).

### Saúde e educação
Em 2009, o município possuía quatro estabelecimentos de saúde entre hospitais, pronto-socorros, postos de saúde e serviços odontológicos, sendo todos públicos, pertencentes à rede municipal e integrantes do Sistema Único de Saúde (SUS). Em 2012, 98,4% das crianças menores de 1 ano de idade estavam com a carteira de vacinação em dia. Em 2011 foram registrados 105 nascidos vivos, sendo que o índice de mortalidade infantil neste ano foi de 9,5 óbitos de crianças menores de cinco anos de idade a cada mil nascidos. Em 2010, 20,0% do total de mulheres grávidas eram de meninas que tinham menos de 20 anos. 1 718 crianças foram pesadas pelo Programa Saúde da Família, sendo que 0,1% do total estavam desnutridas.
Na área da educação, o Índice de Desenvolvimento da Educação Básica (IDEB) médio entre as escolas públicas de Piranguinho era, no ano de 2011, de 4,9 (numa escala de avaliação que vai de nota 1 a 10), sendo que a nota obtida por alunos do 5º ano (antiga 4ª série) foi de 5,6 e do 9º ano (antiga 8ª série) foi de 4,2; o valor das escolas públicas de todo o Brasil era de 4,0. O município contava, em 2012, com aproximadamente 1 839 matrículas nas instituições de ensino da cidade. Segundo o IBGE, neste mesmo ano, das seis escolas do ensino fundamental, uma pertencia à rede pública estadual, três à rede pública municipal e uma era escola particular. Dentre as duas instituições de ensino médio, uma pertencia à rede pública estadual e uma à rede particular.
Em 2010, de acordo com dados da amostra do censo demográfico, da população total, 2 418 habitantes frequentavam creches e/ou escolas. Desse total, 37 frequentavam creches, 198 estavam no ensino pré-escolar, 215 na classe de alfabetização, 28 na alfabetização de jovens e adultos, 1 102 no ensino fundamental, 395 no ensino médio, 58 na educação de jovens e adultos do ensino fundamental, 128 na educação de jovens e adultos do ensino médio, 16 na especialização de nível superior, 204 em cursos superiores de graduação e 37 cursavam mestrado. 5 197 pessoas não frequentavam unidades escolares, sendo que 731 nunca haviam frequentado e 4 867 haviam frequentado alguma vez. No mesmo ano, 22,4% das crianças com faixa etária entre sete e quatorze anos não estavam cursando o ensino fundamental. A taxa de conclusão, entre jovens de 15 a 17 anos, era de 57,2% e o percentual de alfabetização de jovens e adolescentes entre 15 e 24 anos era de 99,3%. A distorção idade-série entre alunos do ensino fundamental, ou seja, com com idade superior à recomendada, era de 18,8% para os anos iniciais e 26,2% nos anos finais e, no ensino médio, a defasagem chegava a 24,0%.
| Ensino pré-escolar | 241   | 16 | 5 |
| Ensino fundamental | 1 232 | 91 | 6 |
| Ensino médio       | 366   | 42 | 2 |

### Transportes

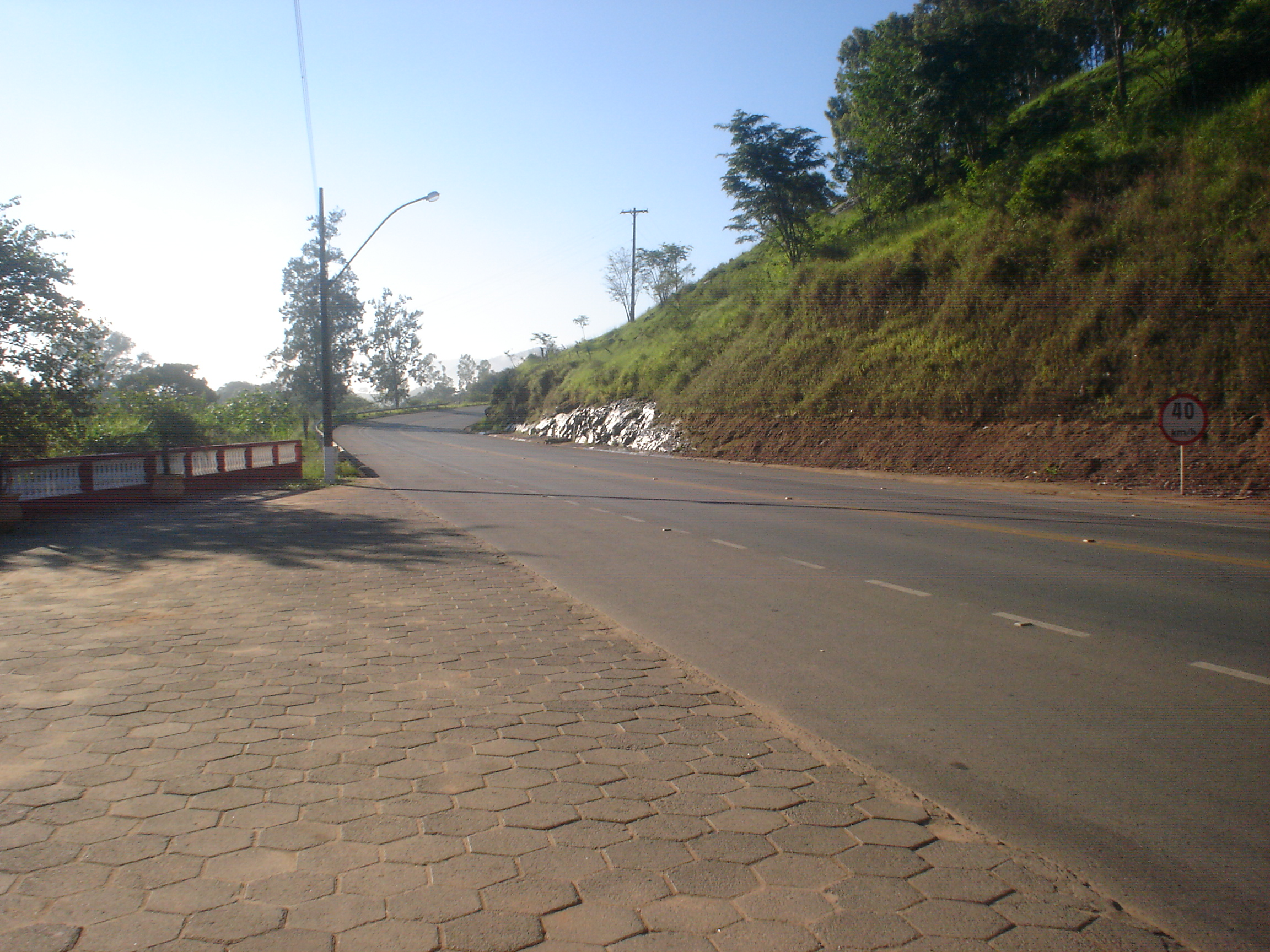
Trecho da BR-459 em Piranguinho

A frota municipal no ano de 2012 era de 2 586 veículos, sendo 1 463 automóveis, 180 caminhões, nove caminhões trator, 214 caminhonetes, 60 caminhonetas, 22 micro-ônibus, 547 motocicletas, 17 motonetas, 19 ônibus, nove utilitários e 46 classificados como outros tipos de veículos. A principal rodovia que corta o município é a BR-459, que liga Paraty, no Rio de Janeiro, a Poços de Caldas. Também há a BR-381, que começa em São Mateus, no litoral do Espírito Santo, passa por Governador Valadares, pela Região Metropolitana do Vale do Aço, Região Metropolitana de Belo Horizonte e sul de Minas e termina na cidade de São Paulo; e a MG-295, que liga o município às cidades vizinhas como Brazópolis, Paraisópolis e Cambuí.
Na década de 1890, o então povoado de Piranguinho passou a ter transporte ferroviário, sendo atendido pela Estrada de Ferro Sapucaí, cujas obras de construção deram início ao povoamento da região da atual cidade. Duas estações situavam-se na localidade, sendo que a principal foi inaugurada em 29 de abril de 1892, tendo funcionado até o final da década de 1970. Dessa estação, também partia um pequeno ramal da Rede Sul Mineira (posteriormente Rede Mineira de Viação) que ligava o município às cidades vizinhas de Brazópolis e Paraisópolis, entre os anos de 1910 e 1964.  A outra estação situava-se no distrito de Olegário Maciel, em um prédio que hoje é usado como escola, tendo sido inaugurada em 23 de agosto de 1894.
Após sua desativação para o transporte de cargas e de passageiros no início da década de 1980, a Estrada de Ferro Sapucaí foi posteriormente extinta, tendo seus trilhos sido retirados da cidade em 1986.

## Cultura

### Manifestações culturais

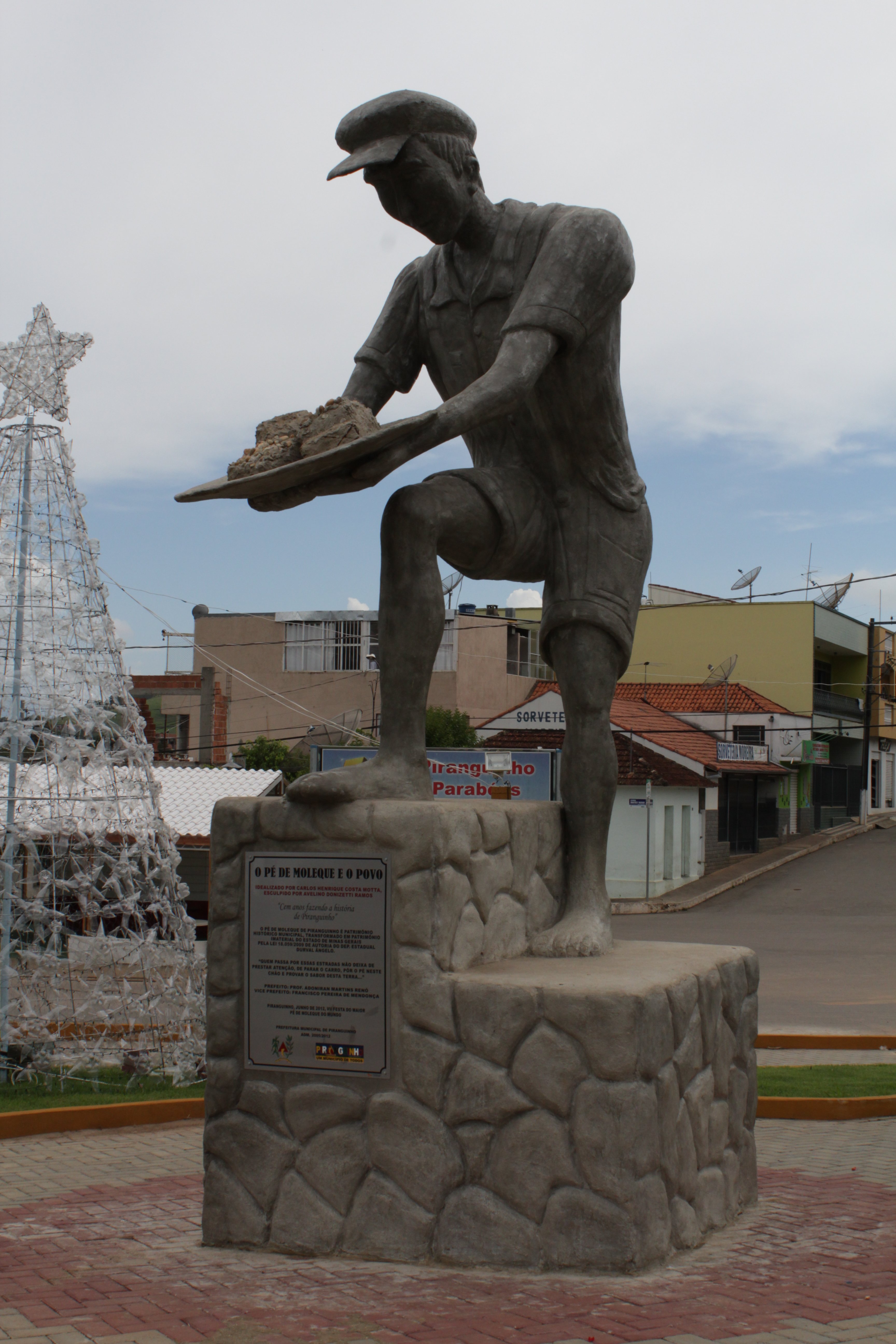
Estátua na entrada de Piranguinho representando o pé de moleque, inaugurada em junho de 2012, durante a VII Festa do Maior Pé de Moleque do Mundo.

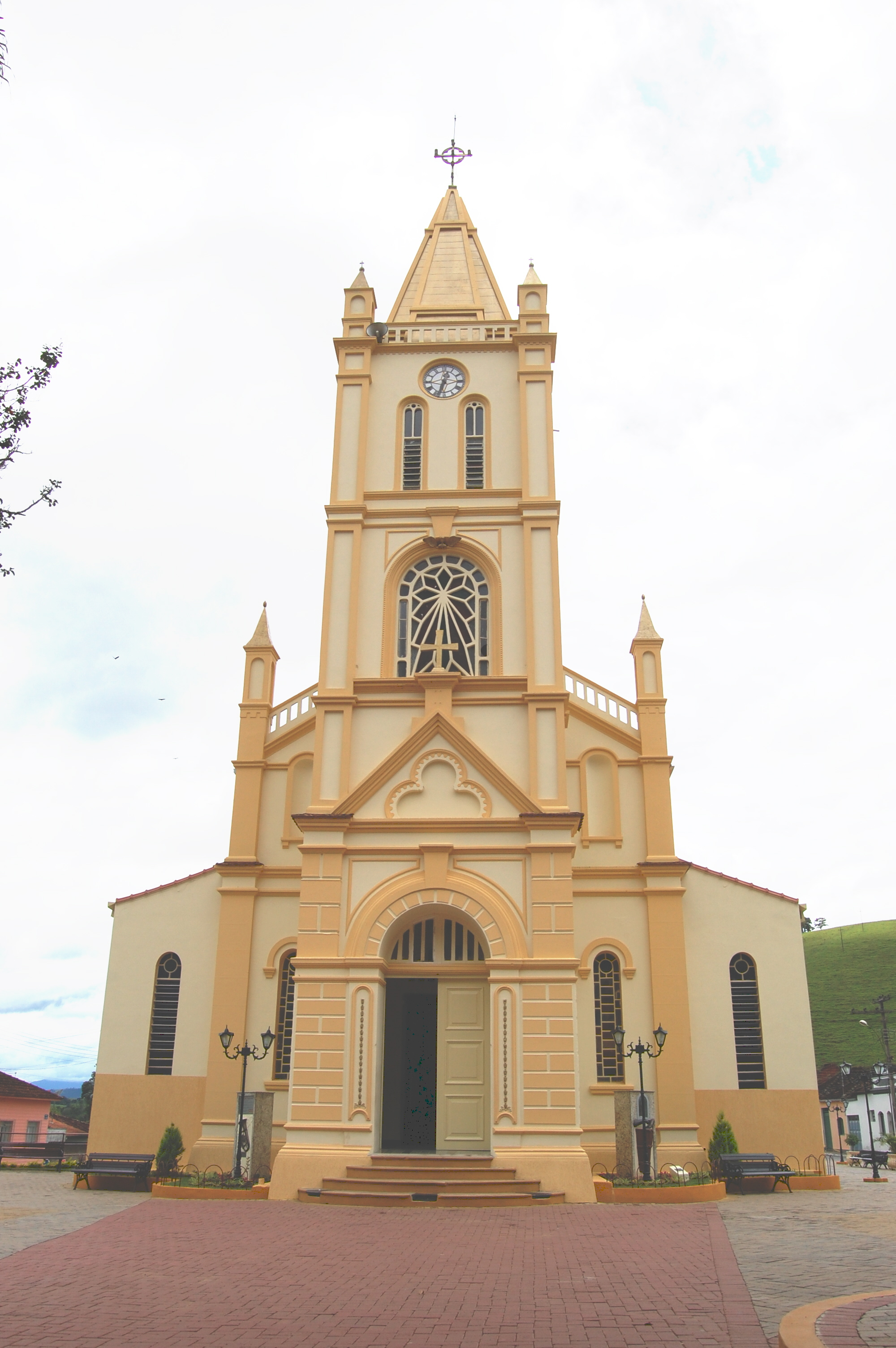
Fachada da Igreja de Santa Isabel, construída em 1945.

Para estimular o desenvolvimento socioeconômico local, a prefeitura de Piranguinho, juntamente ou não com instituições locais, passou a investir mais no segmento de festas e eventos. Os principais eventos são o Carnaval, organizado em fevereiro ou março, com desfiles dos blocos carnavalescos formados por grupos da cidade, marchinhas, concursos e shows com bandas regionais; as festas juninas, em junho ou julho, que são realizadas anualmente e em algumas edições atraem cerca de 8 mil pessoas durante os dias dos eventos, sendo uma das mais conhecidas da região e contando com shows com bandas locais, exposições e barracas de alimentação com comidas típicas e tradicionais, em grande parte produzidas na própria cidade; a Festa de Santa Isabel, na semana de seu dia, 4 de julho, com shows musicais, barracas com comidas típicas, procissões e missas; a Festa de Santa Ifigênia, em setembro; e as comemorações de Natal, durante o mês de dezembro.
A cidade possui uma tradição muito forte na produção e comércio do pé de moleque. Assim, anualmente ocorre a "Festa do Maior Pé de Moleque do Mundo", unindo as tradicionais festas juninas de Minas Gerais com a produção do doce, que é considerado patrimônio cultural imaterial do estado. O principal atrativo da festa é justamente o maior pé de moleque do mundo, que é feito com parceria das diversas barracas e restaurantes da cidade que produzem o doce. Em 2012, na sua sétima edição, foi feito um doce de pé de moleque com 17 metros de comprimento e 800 quilos. Em agosto de 2022, foi realizada a 15ª edição da "Festa do Maior Pé de Moleque do Mundo", contando com 27 metros e 3 centímetros do doce. Já em junho de 2023, na 16ª edição, o pé de moleque somou 28 metros, ultrapassando o recorde anterior. 

### Instituições
Piranguinho conta com um conselho de preservação do patrimônio, criado em 2002 e de caráter consultivo, deliberativo, normativo e fiscalizador. Dentre os espaços culturais, destaca-se a existência uma biblioteca mantida pelo poder público municipal, dois estádios ou ginásios poliesportivos, também mantidos pelo município, clubes e associações recreativas, um arquivo público municipal e centro cultural destinado a atividades artístico-culturais, segundo o IBGE em 2005 e 2012.
Também há existência de manifestações tradicionais populares, grupos de teatro, dança, música e capoeira, bandas, corais, blocos carnavalescos e instituições com foco ao desenho e pintura, de acordo com o IBGE em 2012. O artesanato também é uma das formas mais espontâneas da expressão cultural piranguinhense, sendo que, segundo o IBGE, as principais atividades artesanais desenvolvidas em Piranguinho são a culinária típica, trabalhos com madeira e construção de produtos envolvendo materiais recicláveis.

### Atrativos arquitetônicos
Piranguinho faz parte do Caminhos do Sul de Minas, que foi criado em 26 de março de 2006 pela Secretaria de Estado de Turismo com o objetivo de estimular o turismo na região. Alguns dos principais atrativos concretos do município são a ponte entre Piranguinho e Itajubá, que foi construída no final do século XIX, inicialmente como ponte ferroviária da Estrada de Ferro Sapucaí; a estação ferroviária do distrito de Olegário Maciel, que apesar de ter sido desativada na década de 1970 ainda preserva sua arquitetura original da década de 1890; a Praça Coronel Bráz, com seus jardins arborizados, sendo onde situa-se a Igreja Matriz de Santa Isabel, construída em 1945, e o Monumento Abraço, instalado em maio de 2006 em homenagem aos primeiros moradores de Piranguinho; o Marco Zero da cidade, próximo ao local onde tiveram início as obras da ferrovia, às margens do ribeirão dos Porcos; e a Igreja de Nossa Senhora do Carmo,  construída em 1875 e tombada como patrimônio histórico municipal em 2003. Em setembro de 2023, foi inaugurada a obra de reforma e ampliação da Estação de Piranguinho, a qual tornou-se um novo Espaço de Cultura, Turismo e Lazer do município.